# Somber Eyes to the Sky
Somber Eyes to the Sky é o álbum de estreia da banda Shadows Fall, lançado em 1998.

## Faixas
Todas as faixas escritas e compostas por Shadows Fall, exceto onde anotado. 
1. "Revel in My Loss" — 5:48
2. "Pure" — 6:11
3. "Lead Me Home" (instrumental) — 2:58
4. "To Ashes" — 5:53
5. "Nurture" — 5:16
6. "Fleshold" (Matt Bachand, Damien McPherson) — 3:44
7. "Eternal" — 4:07
8. "Suffer the Season" — 4:12
9. "Somber Angel" — 6:36
10. "Lifeless" — 3:44

## Créditos[3]
- Philip Labonte — Vocal
- Jonathan Donais — Guitarra, vocal de apoio
- Matt Bachand — Guitarra, vocal
- Paul Romanko — Baixo
- David Germain — Bateria